# Enzo Biagi

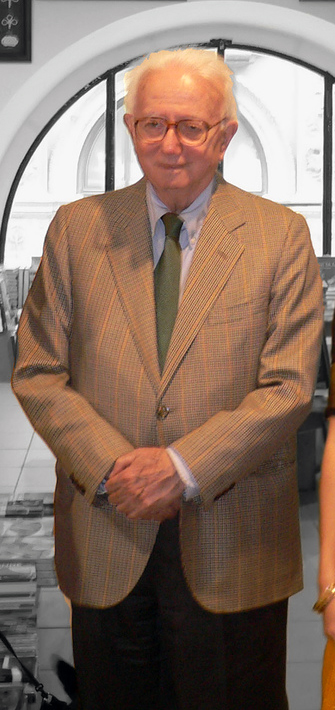
Enzo Biagi, 2006

Enzo Biagi (* 9. August 1920 in Lizzano in Belvedere in der Provinz Bologna; † 6. November 2007 in Mailand) war ein italienischer Journalist, Autor und Fernsehmoderator.

## Biografie

### Die Anfänge
Enzo Biagi wurde in Pianaccio, einem kleinen Ortsteil von Lizzano in Belvedere im Apennin, geboren. Im Alter von 9 Jahren zog er zu seinem Vater ins nahe Bologna. Dort besuchte er das Istituto Tecnico „Pier Crescenzi“, wo er mit Freunden eine kleine Schülerzeitung ins Leben rief. Diese Zeitung, Il Picchio, wurde nach einigen Monaten von den faschistischen Machthabern verboten.
1937 veröffentlichte die Zeitung L’Avvenire d’Italia zum ersten Mal einen Artikel von Biagi, in dem er die Frage behandelte, ob der Dichter Marino Moretti zur Bewegung der Crepuscolari zu rechnen sein. Er setzte seine Zusammenarbeit mit dem Avvenire durch kleinere Artikel und Interviews mit Opernsängern fort.
1940 wurde er fester Angestellter des Carlino Sera, der Abendausgabe der Bologneser Zeitung Il Resto del Carlino. 1942 erhielt er eine Einberufung zum Heer, wurde jedoch aufgrund von Herzproblemen, die ihn ein Leben lang begleiteten, nie eingezogen. Am 18. Dezember 1943 heiratete er die Volksschullehrerin Lucia Ghetti. Kurze Zeit später war er gezwungen, in die Berge zu fliehen, wo er sich der Resistenza anschloss und in den Reihen der Partisanenbewegung Giustizia e Libertà kämpfte.
Gegen Kriegsende rückte er mit alliierten Truppen in Bologna ein und verkündete im Radio die Befreiung. Kurze Zeit später wurde er als Sonderreporter und Filmkritiker vom Resto del Carlino wieder übernommen.

### Journalistischer Werdegang bis in die 1980er Jahre
Wegen Biagis Ablehnung von Atomwaffen wurde er 1951 vom Verleger des Resto del Carlino als Kommunist bezeichnet und entlassen.
Einige Monate später erhielt er vom Verleger Arnoldo Mondadori die Aufgabe, sich als Chefredakteur um die Mailänder Wochenzeitschrift Epoca zu kümmern. Wiederum nur wenige Monate später wurde er zum Direktor ernannt. Biagi krempelte die Zeitschrift, die sich zuvor in Schwierigkeiten befunden hatte, komplett um, führte neue Rubriken ein, veränderte die Aufmachung und machte aus dem vormaligen Klatschblatt eine engagierte Zeitschrift. Unter seiner Leitung erreichte Epoca dank einiger Exklusivreportagen (z. B. über Papst Pius XII.) eine große Leserschaft. Nachdem Biagi 1960 einen Artikel über die Demonstrationen in Genua und Reggio nell’Emilia gegen den Nationalkongress des faschistischen MSI geschrieben und Ministerpräsident Fernando Tambroni scharf kritisiert hatte, musste er seine Stellung als Leiter der Zeitschrift aufgeben. Einige Monate später wurde er von der Turiner Zeitung La Stampa als Sonderreporter eingestellt.
Am 1. Oktober 1961 wurde Biagi zum Direktor des Telegiornale ernannt (vergleichbar der deutschen Tagesschau). Einigen Stimmen zufolge war seine Einstellung ein Zugeständnis an die Sozialisten, die damals erste Annäherungen an die italienischen Christdemokraten unternahmen. Biagi stellte einige der bekanntesten italienischen Journalisten wie Giorgio Bocca und Indro Montanelli bei der öffentlich-rechtlichen Anstalt ein. Schon bald kam es zu Protesten der sozialdemokratischen Partei von Giuseppe Saragat sowie der rechten Parteien, die Biagi als „Kommunisten“ beschimpften. 1963 führte Biagi auch im zweiten Programm der RAI eine Nachrichtensendung ein. Noch im selben Jahr kreierte Biagi RT-Rotocalco Televisivo, das erste politische Wochenmagazin im italienischen Fernsehen. Kurze Zeit später musste er auf Druck seiner Gegner auch von diesem Posten zurücktreten.
Im Jahr 1971, nachdem er unter anderem für den Corriere della Sera und das Wochenmagazin L’Europeo geschrieben hatte, wurde er Direktor des Resto del Carlino mit dem Auftrag, diese Bologneser Zeitung auch national erfolgreich zu machen. In dieser Zeit begann auch seine erneute Zusammenarbeit mit der RAI. Aufsehen erregte unter anderem eine Sendung, in der Biagi im Jahr 1985 die geheimnisumwitterte Aktentasche des 1982 ermordeten Bankiers Roberto Calvi zeigte.

### Il Fatto
1995 begann die Übertragung des Programms Il Fatto nach den Nachrichten, in dem die wichtigsten Themen des Tages vertieft wurden, mit Biagi als Moderator. Im Jahr 2004 wurde Il Fatto, das durchschnittlich ein Publikum von 6 Millionen Zusehern hatte, von einer Jury aus Journalisten zum besten RAI-Programm der letzten 50 Jahre gewählt. Berühmtheit erlangten die in der Sendung gemachten Interviews mit Marcello Mastroianni, Sophia Loren, Indro Montanelli und Roberto Benigni, letzteres mitten im laufenden Wahlkampf 2001. Benigni kommentierte darin auf humoristische Art Berlusconis Interessenkonflikt und seinen Vertrag mit den Italienern. Dieses Interview rief harte Polemiken gegen Benigni und Biagi hervor. Der Abgeordnete der Alleanza Nazionale und spätere Kommunikationsminister Maurizio Gasparri wünschte sich bei einem Gespräch mit einem lombardischen Sender die Entlassung Biagis von der RAI.

### Der Fall Biagi
Am 18. April 2002 verlangte der damalige Ministerpräsident Silvio Berlusconi in einer Pressekonferenz die Entlassung des Journalisten Michele Santoro, des Komikers Daniele Luttazzi und Enzo Biagis, die nach Meinung des Cavaliere einen kriminellen Missbrauch am öffentlich-rechtlichen Fernsehen begangen hätten. Diese Äußerung Berlusconis während eines Besuchs in Sofia wurde bald bekannt als editto bulgaro (Bulgarisches Edikt). Biagi antwortete am selben Abend in seiner Sendung und erinnerte daran, dass Presse- und Meinungsfreiheit wichtige Prinzipien einer Demokratie seien. Kurze Zeit darauf stellte die RAI das Programm mit der offiziellen Begründung, die Einschaltquoten seien zu schwach, ein. Der damalige Direktor von RAI 1 musste später in einer parlamentarischen Untersuchungskommission zugeben, dass die Einschaltquoten von Il Fatto gar nicht so schlecht waren wie behauptet und sogar um einiges besser als alle anderen Programme, die in der Folge am selben Sendeplatz ausgestrahlt wurden.
Aufgrund zahlreicher Proteste bot die RAI Biagi andere Sendeplätze für Il Fatto an, dieser lehnte jedoch ab, da Ausstrahlungszeiten vor den Nachrichten absurd seien, wenn man ein Thema vertiefen wolle. Auch die Verlegung in das dritte Programm der RAI wurde erwogen, jedoch aus Kostengründen vom RAI-3-Direktor abgelehnt. Nach langem Hin und Her entschloss sich Biagi schließlich, seine Arbeit beim Fernsehsender aufzugeben.
Biagi schrieb danach für die Wochenzeitschriften L’Espresso und Oggi sowie den Corriere della Sera. Am 22. April 2007 kehrte Biagi ein halbes Jahr vor seinem Tod noch einmal als Moderator der Sendung RT – Rotocalco Televisivo ins Fernsehen zurück.

## Auszeichnungen
- 1967: Großoffizier des Verdienstordens der Italienischen Republik
- 1995: Großkreuz des Verdienstordens der Italienischen Republik[2]

## Werke (Auswahl)
- Un anno Una vita (1992), ein Buch, das drei Interviews mit Gedanken und Reflexionen über Antonio Di Pietro, Giovanni Falcone und Tommaso Buscetta enthält
- La disfatta, (1993), eine Untersuchung des Tangentopoli-Skandals Anfang der 90er Jahre
- I come Italiani (1972), eine Art anthropologisches Lexikon über die Defekte und Vorzüge Italiens
- Il boss è solo (1986), Interviews mit geständigen Mafiosi
- Il sole malato (1987), Reportage über AIDS
- L'Italia dei peccatori (1989), ein Buch über die Laster Italiens
- L'albero dai fiori bianchi (1994), Sammlung von Biagis täglichen Reflexionen
- Il signor Fiat, Untersuchung über die Familie Agnelli
- La bella vita (1996), Interview mit dem Schauspieler Marcello Mastroianni
- Sogni perduti (1997), Essay über die Schattenseiten von Persönlichkeiten wie Indro Montanelli, Alcide De Gasperi oder Angelo Rizzoli
- Scusate, dimenticavo (1997), autobiografische Erinnerungen und Reflexionen
- Racconto di un secolo (1999), Interviews über das 20. Jahrhundert mit bekannten Zeitzeugen
- Lettera d'amore a una ragazza di una volta (2003), Brief an seine verstorbene Frau
- Il Fatto (2003), Sammlung von Interviews
- La mia America (2004), Essay über den amerikanischen Traum und die Präsidentschaft von George W. Bush
- Era ieri (2005), Autobiografie in Zusammenarbeit mit Loris Mazzetti
- Quello che non si doveva dire (2006), Essay über das Bulgarische Edikt

Außerdem:
- drei Comics, nämlich Columbus (1992; mit Milo Manara), Storia d'Italia a fumetti und La storia dei popoli a fumetti
- die Romane Disonora il padre (1975) und Una signora così così (1979)
- eine Reihe von Reportagen, die in der Serie Geografia di Enzo Biagi veröffentlicht wurden
- die historischen Bücher 1935 e dintorni (1982), 1943 e dintorni (1983) und Noi c'eravamo 1939–45 (1990)